# Musée Hans Erni
Le Musée Hans Erni est un musée de Suisse dédié au peintre et illustrateur Hans Erni inauguré en 1979.
Il est situé dans le cadre du Musée suisse des transports à Lucerne et regroupe près de 300 œuvres gérées par une fondation qui est à l'origine, dès sa création en 1976, de la mise en place du musée.